# إليانور موريس
إليانور موريس (بالإنجليزية: Eleanor Maurice)‏ هي رسامة أمريكية، ولدت في 1901، وتوفيت في 1995.